# Ernst Poetsch
Karl Friedrich Ernst Poetsch (* 29. Juni 1883; † 1950) war ein deutscher Fußballnationalspieler, der von 1908 bis 1910 drei DFB-Länderspiele absolviert hat.

## Laufbahn
Der linke Halbstürmer und Außenläufer spielte von 1897 bis 1916 für Union 92 Berlin. Als die Rot-Weißen von Union 92 in der Saison 1904/05 nach Erfolgen gegen Eintracht Braunschweig (4:1), Dresdner SC (5:2) und mit 2:0 im Finale am 11. Juni 1905 in Köln gegen den Karlsruher FV die deutsche Meisterschaft gewannen, gehörte Ernst Poetsch nicht zum Kader von Union 92. Im Jahr darauf, 1905/06, war er aber als Aktiver neben Torhüter Paul Eichelmann bei den Spielen um die deutsche Meisterschaft am 29. April in Altona gegen Victoria Hamburg (3:1) und bei der 0:4-Halbfinalniederlage am 20. Mai in Braunschweig gegen den 1. FC Pforzheim dabei. In der Berliner Meisterschaft 1907/08 erreichte er mit dem Team vom Union-Platz Mariendorf hinter Viktoria 89 die Vizemeisterschaft. Von 1910 bis 1912 landete er mit Union 92 dreimal in Folge in Berlin auf dem dritten Rang.
Mit der Berliner Auswahl stand Poetsch 1909 und 1910 zweimal im Endspiel um den Kronprinzenpokal. Am 7. Juni 1908 debütierte er beim dritten offiziellen Länderspiel des DFB in Wien gegen Österreich bei einer 2:3-Niederlage als rechter Läufer in der Nationalmannschaft. Die zwei Treffer für die deutsche Mannschaft erzielten Eugen Kipp und Adolf Jäger. Am 4. April 1909 kam er beim 3:3-Remis in Budapest gegen Ungarn zu seinem zweiten Länderspieleinsatz. Er bildete dabei mit Camillo Ugi und Paul Hunder die Läuferreihe. Ein Jahr später, am 24. April 1910 in Arnheim, beendete er mit seiner dritten Länderspielberufung, bei einer 2:4-Niederlage gegen die Niederlande, seine Nationalmannschaftskarriere. Max Breunig startete dagegen in Arnheim seine internationale Laufbahn.
Der Buchdruckermeister trug in 15 Spielen den Dress der Berliner Stadtauswahl – zuletzt im März 1912 in Wien.